# Maud Molyneux
Pour les articles homonymes, voir Molyneux.
Maud Molyneux, alias Louella Intérim ou Dora Forbes, est une actrice française transgenre, journaliste et costumière de cinéma, née Marc Jean-Antoine Raynal le 27 mars 1948 au Mans et trouvée morte le 16 septembre 2008 dans son appartement à Paris.

## Biographie
Issu de la haute bourgeoisie, Marc Raynal étudie à l'École alsacienne puis les lettres à la Sorbonne, échouant à l'agrégation.
Militante au sein du Front homosexuel d'action révolutionnaire (FHAR), puis dans le groupe des Gazolines, il ou elle (se faisant appeler au féminin et au masculin) se fait connaître plus largement, entre les années 1970 et 1980, pour ses interviews dans le magazine Façade puis ses chroniques dans le journal Libération, d'abord pour les pages « télévision », puis « cinéma » (sous le pseudonyme de Louella Intérim), « mode » (Maud Molyneux) et « littérature » (Dora Forbes).

## Filmographie

### Actrice
- 1974 : Les Intrigues de Sylvia Couski d'Adolfo Arrieta
- 1976 : Tam Tam d'Adolfo Arrieta
- 1976 : Mélodrame de Jean-Louis Jorge : Anna
- 1981 : Cinématon #119 de Gérard Courant : elle-même
- 1985 : La Nuit porte-jarretelles de Virginie Thévenet
- 1987 : Jeux d'artifices de Virginie Thévenet : Mme Duval

### Costumière
- 1999 : La Dilettante de Pascal Thomas
- 2001 : Mercredi, folle journée ! de Pascal Thomas
- 2004 : Quand je serai star de Patrick Mimouni
- 2005 : Mon petit doigt m'a dit de Pascal Thomas
- 2006 : Le Grand Appartement de Pascal Thomas
- 2008 : Je vous hais petites filles (court métrage) de Yann Gonzalez

## Publications
- Maud Molyneux / Louella Intérim, Monsieur Maud, Parcours d'un journaliste esthète, Éditions Rue Fromentin, 2011,  (ISBN 978-2919547005) choix d'articles parus dans Libération et témoignages, préfaces de Marie Barbier et Jean-Pierre Montal.
- Paquita Paquin, Vingt ans sans dormir : 1968-1983, Denoël, 2005, 203 p. (ISBN 978-2-207-25569-8).